# Épître aux Éphésiens
L'Épître aux Éphésiens est un livre du Nouveau Testament. Le texte est constitué d'une lettre attribuée à l'apôtre Paul et adressée à l'Église d'Éphèse (située dans l'actuelle Turquie).

## Auteur et datation

### Authenticité
Seules sept des épîtres attribuées à Paul sont jugées authentiques par la majorité des chercheurs : Rm, 1 Co, 2 Co, Ga, Ph, 1 Th et Phm. On les appelle « épîtres proto-pauliniennes ».
Les autres sont les trois « épîtres deutéro-pauliniennes », rédigées par des disciples directs de Paul (Épître aux Éphésiens, Col et 2 Th), et enfin les trois « épîtres trito-pauliniennes » ou « pastorales », dues à des disciples plus tardifs (1 Tm, 2 Tm et Tt). Les épîtres deutéro-pauliniennes sont, selon l'exégèse biblique, rédigées par des proches de Paul appartenant à la première génération des disciplines. Alors que les épitres proto-pauliniennes sont en général datées des années 50, les épîtres deutéro-pauliniennes sont datées des années 80 ou 90.
Selon la tradition chrétienne, Paul de Tarse aurait écrit cette lettre alors qu'il se trouvait à Rome, vers 61-62. Cependant, la plupart des critiques ont mis en doute l'attribution de cette lettre à Paul tout comme les Épîtres pastorales,,. Ce consensus est néanmoins mis en cause par deux chercheurs : Heinrich Schlier et Markus Barth.
Plusieurs arguments permettent d'affirmer le caractère apocryphe de cette lettre : des arguments littéraires et notamment sa forte proximité structurelle avec l'épître aux Colossiens (Col) et des arguments théologiques qui en font un texte nettement différent de celui de Col. En effet, certains traits de l'épître aux Colossiens sont repris mais accentués comme la figure de Paul dans l'anamnèse du chapitre 3. De plus, l'ensemble des exhortations faites par l'auteur aux chapitres 4, 5 et 6 montrent une différence dans la structure ecclésiale du temps de rédaction de la lettre avec celle du temps de rédaction de la lettre aux Colossiens. Par ailleurs, certaines interprétations comme l'interprétation de la Loi, celle du mariage ou encore de la fin des temps, diffèrent de l'interprétation de Paul lui-même, ce qui suppose une évolution du dogme chrétien.

### Datation
Compte tenu des arguments énoncés précédemment, la plupart des critiques estiment que les épîtres deutéro-pauliniennes ont été écrites une vingtaine d'années après la mort de Paul de Tarse, soit entre 80 et 100 ap. J-C.

## Thème
Le thème principale de cette lettre est celui de l'Assemblée : Paul écrit aux chrétiens de la communauté d'Éphèse pour leur enseigner la volonté de Dieu de réunir les Hommes (Juifs et non-Juifs) au sein d'une Assemblée (ekklêsia en Grec, qui a donné Église).
L'auteur fonde son propos sur le fait que le Christ serait venu pour rassembler les Juifs et les païens en un seul corps, l'Église, auprès de Dieu. Il développe donc le thème de l'assemblée : toutes les personnes de cette assemblée sont cohéritiers et membres du corps du Christ. Par cette assemblée, la sagesse et l'amour de Dieu et du Christ sont pleinement manifestés. L'auteur décrit le fonctionnement de l'église et insiste ainsi sur sa volonté de maintenir l'Église une dans l'héritage du Christ.
De la même manière que dans de nombreuses épîtres pauliniennes, l'auteur donne dans la seconde partie des conseils à la communauté chrétienne pour mettre en œuvre pratiquement cette unité et cette Assemblée.

## Résumé
L'épître débute par une salutation, un hymne christologique puis une prière aux Éphésiens (1).

### Section doctrinale (chapitres 2 et 3)

#### Salut personnel (2,1-10)
Dieu nous sauve de la mort, par le moyen de la foi en Lui.
Les versets 1 à 3 décrivent cette condition tragique dans laquelle nous avons tous “ marché autrefois ”, en particulier nous, les gens des nations.
En se donnant comme exemple (1-9), Paul dévoile la vocation de l'Église (10-12), pour laquelle il prie (13-21).

#### Salut communautaire (2,11-22)
La vie avec le Christ n'est pas réservée à certains "élus" mais elle est pour tous les hommes, Juifs et païens, désignés comme « circoncis » et « non-circoncis ». Dieu a voulu créé par le Christ un « Homme nouveau », réconcilier les hommes les uns avec les autres en éliminant la haine (2,14-16).
14 C’est lui, le Christ, qui est notre paix : des deux, le Juif et le païen, il a fait une seule réalité ; par sa chair crucifiée, il a détruit ce qui les séparait, le mur de la haine ;
15 il a supprimé les prescriptions juridiques de la loi de Moïse. Ainsi, à partir des deux, le Juif et le païen, il a voulu créer en lui un seul Homme nouveau en faisant la paix,
16 et réconcilier avec Dieu les uns et les autres en un seul corps par le moyen de la croix ; en sa personne, il a tué la haine.
Le Christ est ainsi décrit comme la « pierre angulaire » (2,20) d'une construction qui a pour fondation les prophètes et les Apôtres, mais qui comprend également tous les saints et les hommes qui sont désignés comme la « famille de Dieu » (2,19). La métaphore de la construction est filée, cette construction étant décrite comme une « demeure de Dieu dans l'Esprit-Saint » (2,22).

#### Le mystère du corps du Christ (3,1-13)
Paul revient sur le mystère du Christ et en particulier le mystère de son corps en reprenant ce qui a été dit dans la chapitre 2 : toutes les Nations sont associées à l'héritage du Christ, c'est-à-dire à son corps. Et ce mystère est révélé avec l'annonce des Évangiles (3,1-6).
Paul explique ensuite que de ce mystère il est le « ministre « (3,7) chargé d'annoncer la bonne nouvelle (εὐαγγέλιον en grec ancien, qui a donné « évangile ») ainsi que le contenu du mystère, c'est-à-dire la mise en œuvre pratique de la vie en assemblée (3,7-11). Ainsi, il enseigne la foi, qui nous donne « l'assurance nécessaire pour accéder auprès de Dieu en toute confiance » (3,12).

#### Christ dans les saints, formés comme Assemblée (3,14-21)
Par la foi et l'amour de Dieu, les fidèles peuvent comprendre en communauté la puissance du mystère du Christ. C'est par la puissance de l'Esprit-Saint que se fortifient les Hommes. La fin du chapitre reprend la nécessité de l'Assemblée, qui est le corps du Christ (chapitre 2), Christ envoyé par Dieu le Père pour fortifier les hommes. Enfin, par l'amour du Christ les Hommes peuvent être comblés jusqu'à entrer dans la « plénitude avec Dieu » (3,19).

### Section pratique (chapitre 4 à 6)
Suit un encouragement, à la communauté d'Éphèse pour vivre dans l'unité et la paix (4,1-4,16), et à chacun pour vivre en homme nouveau, comme Fils de lumière, en s'élevant vers la Tête par l'amour de son prochain et de Dieu. Cela a des conséquences pratiques pour la vie de tous les jours. Tout d'abord, cela a des conséquences sur la vie entre les croyants : Paul exhorte les chrétiens de ne pas mentir, de ne pas dire de mauvaise parole, de ne pas céder à la colère, de ne pas voler (4,17-5,20). Il résume cet enseignement ainsi : « Ne donnez pas prise au diable » (4-27). Ces exhortations. Paul poursuit par des exhortations qui concernent les rapports de soumission entre les uns et les autres : les femmes doivent être soumises aux maris comme l'Église au Christ et les maris doivent aimer leurs femmes comme le Christ l'Église. De mêmes, les enfants doivent obéir aux parents et les esclaves à leurs maîtres (5,21-6,9).
Enfin, il révèle quelles sont les armes de Dieu pour combattre les ténèbres (6,10-18) et conclut par une demande d'intercession et une bénédiction (6,19-24).